# Ernest Chambers
Ernest Henry Chambers (7. april 1907 i London – 29. januar 1985) var en britisk cykelrytter som deltog i de olympiske lege 1928 i Amsterdam, 1932 i Los Angeles og 1936 i Berlin.
Chambers vandt en sølvmedalje i banecykling under OL 1932 i Los Angeles. Sammen med sin bror Stanley kom han på en andenplads i konkurrencen i tandem efter Louis Chaillot/Maurice Perrin fra Frankrig. Willy Gervin/Harald Christensen fra Danmark kom på en tredjeplads.
Fire år tidligere, under OL 1928 i Amsterdam, vandt han også en sølvmedalje i tandem, sammen med John Sibbit. Guldmedaljen blev vundet af Bernard Leene og Daan van Dijk fra Nederlandene.